# Olympische Sommerspiele 1948/Radsport – Mannschaftsverfolgung Bahn (Männer)
Die 4000-m-Mannschaftsverfolgung im Bahnradsport der Männer bei den Olympischen Spielen 1948 in London wurde vom 7. bis 9. August auf der Radrennbahn Herne Hill ausgetragen.

## Ergebnisse

### Achtelfinale
Da die finnische Mannschaft keinen direkten Gegner hatten, fuhren sie gegen die Zeiten der Verlierer der anderen Rennen. Da Australien eine schnellere Zeit als die Finnen vorweisen konnte, qualifizierte sich Australien für das Viertelfinale und Finnland schied aus.
Achtelfinale 1
| Rang | Nation         | Athleten                                                       | Zeit       |
| ---- | -------------- | -------------------------------------------------------------- | ---------- |
| 1    | Großbritannien | Robert Alan Geldard Tommy Godwin David Ricketts Wilfred Waters | 5:12,7 min |
| 2    | Kanada         | Lorne Atkinson William Hamilton Lance Pugh Laurent Tessier     | 5:38,2 min |

Achtelfinale 2
| Rang | Nation     | Athleten                                                       | Zeit       |
| ---- | ---------- | -------------------------------------------------------------- | ---------- |
| 1    | Frankreich | Charles Coste Serge Blusson Fernand Decanali Pierre Adam       | 5:03,6 min |
| 2    | Österreich | Walter Freitag Hans Goldschmid Josef Pohnetal Heinrich Schiebl | 5:18,8 min |

Achtelfinale 3
| Rang | Nation      | Athleten                                                  | Zeit       |
| ---- | ----------- | --------------------------------------------------------- | ---------- |
| 1    | Schweiz     | Walter Bucher Gaston Gerosa Eugen Kamber Hans Pfenninger  | 5:13,8 min |
| 2    | Argentinien | Roberto Guerrero Julio Alba Ambrosio Aimar Enrique Molina | 5:17,1 min |

Achtelfinale 4
| Rang | Nation  | Athleten                                                     | Zeit       |
| ---- | ------- | ------------------------------------------------------------ | ---------- |
| 1    | Italien | Arnaldo Benfenati Guido Bernardi Anselmo Citterio Rino Pucci | 5:10,2 min |
| 2    | Indien  | Adi Havewala Jehangoo Amin Rohinton Noble Piloo Sarkari      | 6:00,5 min |

Achtelfinale 5
| Rang | Nation      | Athleten                                                                              | Zeit       |
| ---- | ----------- | ------------------------------------------------------------------------------------- | ---------- |
| 1    | Uruguay     | Atilio François Baldi Juan Ramon de Armas Luis Ángel de los Santos Waldemar Bernatzky | 5:08,6 min |
| 2    | Niederlande | Gerrit Voorting Joop Harmans Theo Blankenaauw Henk Faanhof                            | 5:14,7 min |

Achtelfinale 6
| Rang | Nation             | Athleten                                                              | Zeit       |
| ---- | ------------------ | --------------------------------------------------------------------- | ---------- |
| 1    | Belgien            | Jos De Beuckelaere Maurice Blomme Georges Vanbrabant Raphaël Glorieux | 5:05,5 min |
| 2    | Vereinigte Staaten | Al Stiller Thomas Montemage Ted Smith                                 | 5:22,5 min |

Achtelfinale 7
| Rang | Nation     | Athleten                                                  | Zeit       |
| ---- | ---------- | --------------------------------------------------------- | ---------- |
| 1    | Dänemark   | Max Jørgensen Børge Gissel Børge Mortensen Benny Schnoor  | 5:04,1 min |
| 2    | Australien | Sydney Patterson Jim Nestor Jack Hoobin Russell Mockridge | 5:06,0 min |

Achtelfinale 8
| Rang | Nation   | Athleten                                                    | Zeit       |
| ---- | -------- | ----------------------------------------------------------- | ---------- |
| 1    | Finnland | Onni Kasslin Paavo Kuusinen Erkki Koskinen Torvald Högström | 5:17,4 min |

### Viertelfinale
Viertelfinale 1
| Rang | Nation     | Athleten                                                 | Zeit       |
| ---- | ---------- | -------------------------------------------------------- | ---------- |
| 1    | Frankreich | Charles Coste Serge Blusson Fernand Decanali Pierre Adam | 5:00,5 min |
| 2    | Schweiz    | Walter Bucher Gaston Gerosa Eugen Kamber Hans Pfenninger | 5:09,2 min |

Viertelfinale 2
| Rang | Nation         | Athleten                                                       | Zeit       |
| ---- | -------------- | -------------------------------------------------------------- | ---------- |
| 1    | Großbritannien | Robert Alan Geldard Tommy Godwin David Ricketts Wilfred Waters | 5:02,9 min |
| 2    | Dänemark       | Max Jørgensen Børge Gissel Børge Mortensen Benny Schnoor       | 5:05,6 min |

Viertelfinale 3
| Rang | Nation  | Athleten                                                              | Zeit       |
| ---- | ------- | --------------------------------------------------------------------- | ---------- |
| 1    | Italien | Arnaldo Benfenati Guido Bernardi Anselmo Citterio Rino Pucci          | 4:59,0 min |
| 2    | Belgien | Jos De Beuckelaere Maurice Blomme Georges Vanbrabant Raphaël Glorieux | 5:05,7 min |

Viertelfinale 4
| Rang | Nation     | Athleten                                                                              | Zeit       |
| ---- | ---------- | ------------------------------------------------------------------------------------- | ---------- |
| 1    | Uruguay    | Atilio François Baldi Juan Ramon de Armas Luis Ángel de los Santos Waldemar Bernatzky | 5:03,5 min |
| 2    | Australien | Sydney Patterson Jim Nestor Jack Hoobin Russell Mockridge                             | 5:07,7 min |

### Halbfinale
Halbfinale 1
| Rang | Nation         | Athleten                                                       | Zeit       |
| ---- | -------------- | -------------------------------------------------------------- | ---------- |
| 1    | Frankreich     | Charles Coste Serge Blusson Fernand Decanali Pierre Adam       | 4:54,4 min |
| 2    | Großbritannien | Robert Alan Geldard Tommy Godwin David Ricketts Wilfred Waters | 4:59,1 min |

Halbfinale 2
| Rang | Nation  | Athleten                                                                              | Zeit       |
| ---- | ------- | ------------------------------------------------------------------------------------- | ---------- |
| 1    | Italien | Arnaldo Benfenati Guido Bernardi Anselmo Citterio Rino Pucci                          | 5:00,5 min |
| 2    | Uruguay | Atilio François Baldi Juan Ramon de Armas Luis Ángel de los Santos Waldemar Bernatzky | 5:06,3 min |

### Finalrunde
Finale
| Rang | Nation     | Athleten                                                     | Zeit       |
| ---- | ---------- | ------------------------------------------------------------ | ---------- |
| 1    | Frankreich | Charles Coste Serge Blusson Fernand Decanali Pierre Adam     | 4:57,8 min |
| 2    | Italien    | Arnaldo Benfenati Guido Bernardi Anselmo Citterio Rino Pucci | 5:36,7 min |

Duell um Bronze
| Rang | Nation         | Athleten                                                                              | Zeit       |
| ---- | -------------- | ------------------------------------------------------------------------------------- | ---------- |
| 3    | Großbritannien | Robert Alan Geldard Tommy Godwin David Ricketts Wilfred Waters                        | 4:55,8 min |
| 4    | Uruguay        | Atilio François Baldi Juan Ramon de Armas Luis Ángel de los Santos Waldemar Bernatzky | 5:04,4 min |